# Arme volante non identifiée

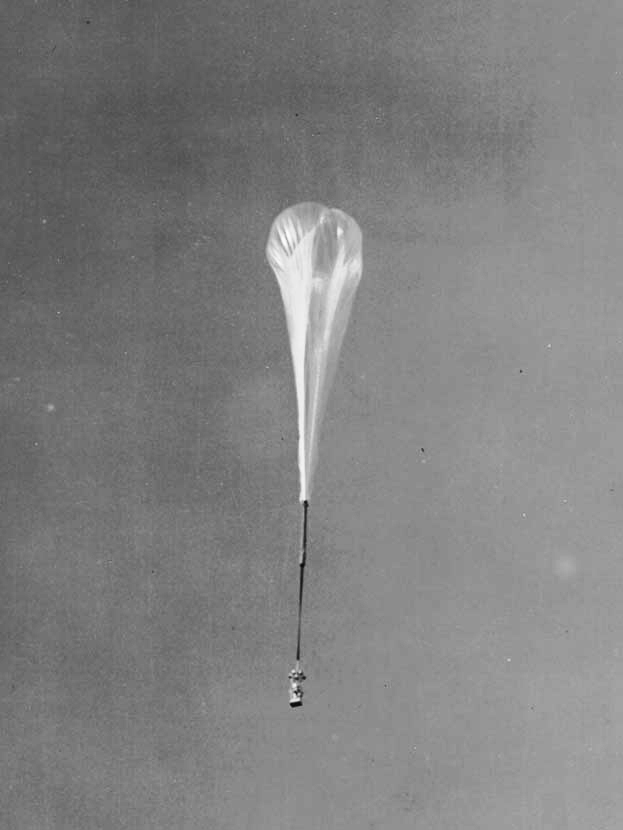
Lâcher d'un ballon téléguidé de type Skyhook, en septembre 1957.

Arme volante non identifiée (avni, acronyme inspiré d'ovni) est une appellation qui désigne selon les auteurs :
1. soit des observations d'ovnis s'expliquant par des tests d'engins militaires en développement, dont l'existence est plus ou moins connue du grand public (Jean-Pierre Pharabod utilise ce concept de cette façon),
2. soit des prototypes militaires ultra-secrets qui utiliseraient une technologie inconnue du grand public (Jean-Pierre Petit utilise ce concept de cette façon), de l'existence de laquelle on peut douter jusqu'à ce que des preuves solides soient apportées.

L'acronyme a été inventé par Jean-Pierre Pharabod pour son ouvrage AVNI - Les Armes Volantes Non Identifiées.

## Avni: deux théories
- La version adoucie de cette théorie a pu se confirmer lorsque certaines armes secrètes ont été officialisées au début des années 1990, comme les F-117. Un autre exemple d'avni est le ballon Skyhook, qui en son temps a suscité de nombreuses observations d'ovni, et qui est le principal suspect à l'heure actuelle dans l'incident de Mantell. Cette version est acceptée par certains sceptiques comme pouvant expliquer certaines observations d'ovni.

- La version dure de cette théorie est soutenue notamment par des intellectuels accusés d'être partisans d'une théorie du complot[2]. Les thèses AVNI et HET sont parfois liées, certains, comme Jean-Pierre Petit, considérant que c'est grâce à des technologies d'origine extraterrestre que les militaires ont pu construire des prototypes secrets (voir aussi : Zone 51)[3]. D'autres partisans de cette thèse, militaires de leur état, l'ont utilisée précisément pour démystifier l'hypothèse extraterrestre, notamment vers la fin des années 1940.

## Le projet Aurora

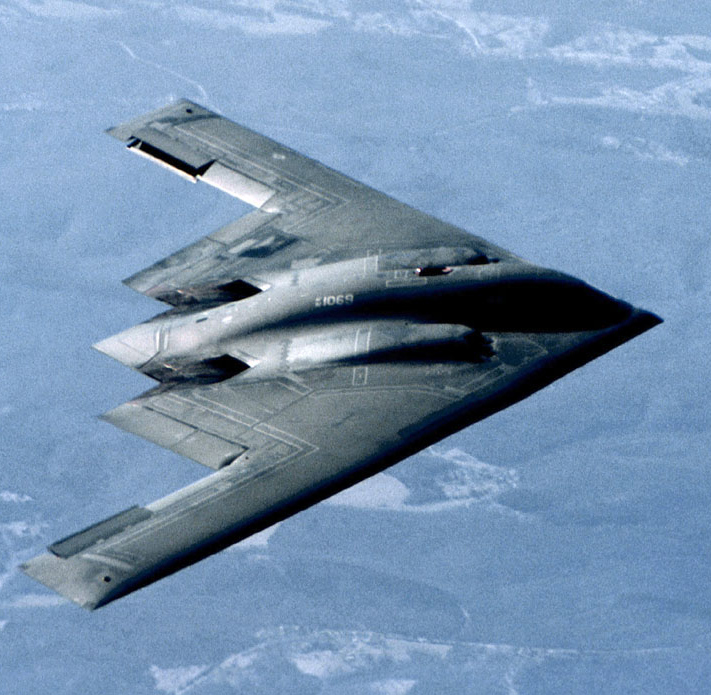
B-2 Spirit.

Aurora est le nom généralement attribué à un hypothétique avion de reconnaissance américain,,, développé à partir du milieu des années 1980, et successeur du Lockheed SR-71 Blackbird retiré du service actif (en tant que remplaçant du Blackbird, certains lui attribuent d’ailleurs le nom de SR-91 Aurora).

## Le projet Ajax
« Ajax » (en:Ayaks) est un projet expérimental russe de propulsion aérienne à technologie magnétoaérodynamique. L’aéronef Ajax est un avion hypersonique en forme d’aile plate, dont la vitesse maximale dépasse Mach 10. Le projet a été mené aux alentours des années 1990 par les services secrets russes. Le projet aurait été abandonné faute de moyens, à la suite de l'effondrement de l’Union soviétique.

## Le cas du F-117A

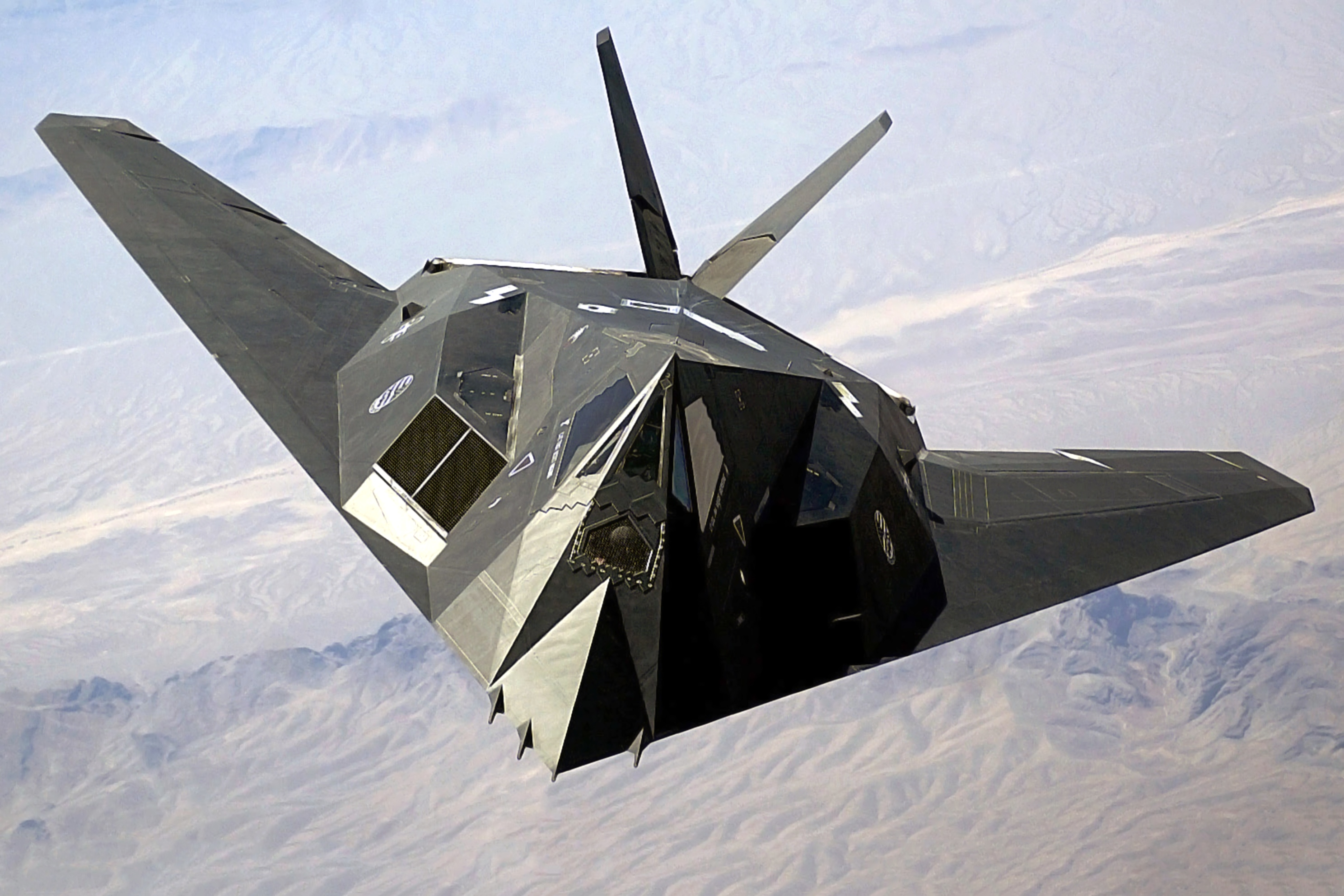
F-117.

Isabelle Anderson, Jean-Louis Carrel, Peter Collins, Yann le Garrec, Isabelle Martin et Raphael Picard, journalistes scientifiques s'attaquent au phénomène ovni dans le magazine Science en septembre-octobre 2007. Ils constatent qu'en définitive « il est certain que bien des avions furtifs américains ont été pris pour des OVNI. Il faut savoir qu'entre la conception de ces engins, les essais (toujours effectués de nuit), et leur présentation officielle, il peut s'écouler une vingtaine d'années. Ce fut le cas du F-117A, testé à partir de 1977 et révélé à la presse en 1990. Il était équipé d'un système de facettes permettant de réfléchir les ondes radar dans toutes les directions sauf dans celle du radar émetteur lui-même ». Il s'avère que cet avion furtif a été de nombreuses fois pris par des témoins de bonne foi pour un ovni et que peu d'informations sont obtenues par le biais d'Internet sur cet avion furtif. Les auteurs ajoutent cependant que « Les engins actuellement testés, qui voleront d'ici 2010 à 2020, nous paraitraient aujourd'hui d'une conception extraterrestre ! Si ces avions s'écrasent, l'armée américaine s'empresse naturellement d'enlever les débris et de les remplacer par d'autres plus communs. Mais, depuis, ces avions prodigieux en forme de soucoupe n'auraient-ils pas fini par nous être présentés ? ».
Le F-117 A a été proposé à l'époque par Bernard Thouanel dans le magazine Science & Vie pour expliquer la Vague belge d'ovnis. Néanmoins, le gouvernement américain a démenti avoir testé le F-117A, à l'époque, en Belgique. La thèse est cependant plausible, particulièrement pour le début de la vague (on pourrait en effet envisager un survol depuis l'Allemagne vers l'Angleterre en préparation de la guerre du golfe), mais reste non prouvée tant que le gouvernement américain n'affirmera pas qu'il y avait effectivement des F-117A en Belgique à cette époque. Mais les capacités attribuées aux OVNI supposés de la vague belge sont très supérieures à celles, modestes, du F-117A. Aussi, les sceptiques préfèrent-ils privilégier l'hypothèse d'une contagion psychosociale basée sur des observations mal interprétées de divers types d'hélicoptères et d'avions plutôt que sur l'observation du F-117A, et ce jusqu'à une éventuelle preuve du contraire.